# 彼得森号护航驱逐舰
彼得森号护航驱逐舰（英語：USS Peterson，舷号：DE-152），是美国海军于第二次世界大战期间建造的一艘埃德索尔级护航驱逐舰，其舰名取自在珊瑚海海战中阵亡的荣誉勋章获得者奥斯卡·V·彼得森。
该舰由洛拉·B·彼得森（Lola B. Peterson）女士冠名，于1943年2月28日在德克萨斯州奥兰治联合钢铁厂铺设龙骨，随后于5月15日下水。1943年9月29日，彼得森号正式服役，交由理查德·福斯特·雷（Richard Foster Rea）少校指挥。

## 设计与装备
埃德索尔级护航驱逐舰的设计与巴克利级护航驱逐舰类似，均采用长船体并建有较高的舰桥。该级护航驱逐舰配备3英寸（76毫米）50倍径单装主炮，后续曾计划更换为5英寸（127毫米）38倍径主炮，但最终没有实际执行。该级护航驱逐舰由4台费尔班克斯-莫尔斯38D8-1/8-10内燃机提供动力，总功率最高可达6000匹马力，最高航速21节。其燃料舱可携带312吨重油，在12节航速下航程可达11000海里。此外，该级舰船还配备有较完善的侦查搜索系统，包括SL或SU水面雷达、SA对空雷达、QC声呐系统以及用于监听潜艇无线电的HF/DF天线。

## 服役历史
1943年10月6日，彼得森号前往德克萨斯州加尔维斯顿安装设备，随后经新奥尔良驶往百慕大进行试航调整。11月22日，她返回南卡罗来纳州查尔斯顿修整，6天后，她再次启航并于30日抵达纽约。12月2日，彼得森号在弗吉尼亚州诺福克加入前往卡萨布兰卡的护航船队，次年1月18日，她顺利返回纽约。
之后一段时间，彼得森号主要负责护送船队前往英国和法国港口。首次任务期间，利奥波德号护航驱逐舰被敌军潜艇击沉，彼得森号并未受到波及，随后她于3月28日回到纽约。4月15日，她跟随一支船队出发前往爱尔兰，但第二天她就被调往护送2艘相撞商船返航。任务完成后，她迅速追上舰队并与甘迪号和乔伊斯号一同搜寻先前因雷击沉没的泛宾夕法尼亚号油轮幸存者。13时45分，乔伊斯号声呐追踪到潜艇信号，她随后迅速机动到目标水域投放深水炸弹。14时整，潜艇浮出水面，甘迪号立即与之交火，2分钟后，潜艇停止还击。14时4分，彼得森号开始炮击潜艇并在经过时使用K炮向其抛投了2枚深水炸弹。14时9分，U-550号潜艇投降，其艇员弃船逃生，乔伊斯号随后靠近救起了这些战俘。14时30分，U-550号彻底沉没。3艘护航驱逐舰随后追上船队，并将它们安全护送至德里。5月12日，彼得森号返回纽约。
1945年4月12日，彼得森号结束护航任务返回纽约接受太平洋战区适应性改造。6月4日，她跟随第22护航中队启程前往库莱布拉岛和关塔那摩湾参加演习。6月23日，她经巴拿马运河进入太平洋，在圣迭戈短暂休整后，她最终于7月16日抵达珍珠港。日本投降后，彼得森号先后跟随两栖舰队和运输舰队执行任务。
8月31日，彼得森号护送一批坦克登陆舰经塞班岛前往日本本土，最终于9月27日抵达和歌山县，此后她一直驻留濑户内海执行巡逻任务。10月29日，彼得森号启程返航，11月17日，她顺利抵达圣迭戈，随后于12月6日经巴拿马运河进入大西洋。9日，彼得森号在佛罗里达外海发现了一架迫降的格伦·L·马丁PBM-3D巡逻轰炸机，随后她将该飞机拖曳至庞斯德利昂湾，交由一艘事故处理船处置。此后，彼得森号继续北上，最终于12月10日抵达查尔斯顿。
1946年1月14日，彼得森号离港南下，随后于次日抵达杰克逊维尔准备其停用事宜。5月1日，彼得森号在格林科夫斯普林斯正式退役。
1952年5月2日，彼得森号在波士顿海军造船厂再次服役，此后的5年，她都跟随第10护航中队执行任务。彼得森号曾作为训练舰协助基韦斯特声呐学校教学并参加了多次外访行动，包括：1953年7月造访挪威卑尔根和丹麦哥本哈根；1954年10月参加拉布拉多海域演习；1955年7月造访爱丁堡和哥本哈根等。1957年5月，彼得森号前往加勒比地区参加PGM-19朱庇特弹道导弹的相关试验，8月，她又参加了该导弹的鼻锥回收任务。
1957年9月3日，彼得森号与其他15艘军舰和11艘辅助舰一同组成第88.1特混舰队出发前往英国波特兰港。15日，舰队离港参加北约军演。之后的一个月内，彼得森号先后到访多个城市并完成了单舰巡航、编队巡航等任务，最终于10月21日返回波特兰港。
11月1日，彼得森号加入新组建的第12护航驱逐舰中队，之后大部分时间都作为训练舰驻留基韦斯特或与舰队成员一同外出演习。1958年5月，她参加了穿越大气层全尺寸导弹的首次鼻锥回收工作。8月14日，她又从牙买加金斯敦出发，为150英里外的搁浅货轮救援船只运送淡水。1959年8月24日，彼得森号启程参加深冻行动，她经巴拿马运河进入太平洋，最终于9月22日抵达新西兰但尼丁。6天后，她作为第43特遣舰队的一员离港前往60°S 170°E / 60°S 170°E处驻守，为基督城至南极洲航线提供天气观测及救援服务。返回美国后，彼得森号回归常规任务，并于1962年协助拍摄了一部电影。古巴导弹危机期间，她参加了封锁行动，随后在圣诞节前返航。
1965年6月30日，彼得森号在弗吉尼亚州诺福克退役，随后被送往朴茨茅斯封存。1973年8月1日，彼得森号由美国海军除籍，随后于次年6月11日被出售拆解。

## 荣誉
彼得森号服役期间所获荣誉如下：
|             |             |  |
|             | Bronze star |  |
| Bronze star |             |  |

| 战斗行动奖章 （追授）          | 海军远征奖章                           | 美国战役奖章           |
| 亚太战役奖章                   | 欧洲-非洲-中东战役奖章 （1枚战斗之星） | 第二次世界大战胜利奖章 |
| 国防部服役奖章 （1枚战斗之星） | 南极服役奖章                           | 武装部队远征奖章       |

## 历任舰长
| 姓名       | 译名                 | 军衔 | 所属军种       | 任职时间                   |
| ---------- | -------------------- | ---- | -------------- | -------------------------- |
|            | 理查德·福斯特·雷     | 少校 | 美国海岸警卫队 | 1943年9月29日              |
|            | 西德尼·M·海          | 少校 | 美国海岸警卫队 | 1944年4月14日-1946年5月1日 |
|            | 凯·桑福德·欧文       | 少校 | 美国海军       | 1952年5月2日               |
|            | 埃尔默·李·福克斯     | 中校 | 美国海军       | 1954年1月15日              |
|            | 罗伯特·弗朗西斯·肯尼 | 少校 | 美国海军       | 1956年3月10日              |
|            | 马克·乔治·特里梅因   | 少校 | 美国海军       | 1957年9月23日              |
|            | 克利福德·尤金·亨特   | 少校 | 美国海军       | 1959年7月24日              |
|            | 弗莱彻·贺拉斯·肖     | 少校 | 美国海军       | 1960年7月15日              |
|            | 小弗兰克·帕克·威尔斯 | 少校 | 美国海军       | 1962年10月4日              |
|            | 小塞缪尔·O·琼斯      | 少校 | 美国海军       | 1964年8月3日-1965年6月18日 |
| 参考文献： |                      |      |                |                            |